# Phil Verchota
Philip John (Phil) Verchota  (Preston (Minnesota), 28 december 1956) is een Amerikaans ijshockeyer. 
Tijdens de Olympische Winterspelen 1980 in eigen land won Verchota met de Amerikaanse olympische ploeg de gouden medaille. Vier jaar later eindigde Verchota samen met zijn ploeggenoten als zevende.
Verchota speelde nooit in de NHL.